# Benjamin II d'Alexandrie
Benjamin II d'Alexandrie est un  patriarche copte d'Alexandrie du 10 mai 1327 au 6 janvier 1339.